# Úvaly
Úvaly (niem. Auwal) − miasto w Czechach, w kraju środkowoczeskim.
Według danych z 31 grudnia 2003 powierzchnia miasta wynosiła 1 097 ha, a liczba jego mieszkańców 4 797 osób.

## Demografia
| Rok             | 1970  | 1980  | 1991  | 2001  | 2003  |
| --------------- | ----- | ----- | ----- | ----- | ----- |
| Liczba ludności | 4 892 | 4 893 | 4 604 | 4 690 | 4 797 |

Źródło: Czeski Urząd Statystyczny